# Üsküdar American Academy
L'Üsküdar American Academy (L'Académie américaine d'Üsküdar) est un lycée privé à Istanbul, Turquie. Il est considéré comme l'un des instituts scolaires les plus prestigieux en Turquie[non neutre].
Fondé en 1876, l'Üsküdar American Academy est l'une des plus anciennes écoles privées dans la région. Il a été fondé par l'American Board et est maintenant régie par la Fondation de la santé et l'éducation (SEV), une fondation de confiance turque à but non lucratif. L'école est accréditée par le Council of International Schools (CIS), le ministère turc de l'Éducation et le Conseil Européen des Écoles Internationales (ECIS). Il y a un large éventail d'activités périscolaires avec un programme sportif qui rivalise au niveau local, national et international. Chaque année l'école accueille la programme de Modèle international turc de Nations unies (Timun), qui rassemble plus de 400 étudiants de la Turquie, de l'Europe et du Moyen-Orient. L'école participe à des activités nationales et internationales couvrant des expo-sciences, des compétitions mathématiques, et des festivals de l'ISTA (Association internationale des écoles de théâtre).

## Histoire
L'American Academy pour les filles (appelé plus tard l'Üsküdar American Academy) a été initialement fondée en 1876 à Bahçecik, Kocaeli par des commissionnaires de l'American Board pour les missions étrangères. L'école a été déplacée à Adapazarı où il est resté jusqu'à la Première Guerre mondiale. Lorsque Üsküdar American Academy pour les filles a été à la recherche d'un nouvel emplacement à Istanbul, il s'est déplacé à son emplacement actuel à Baglarbaşı au début des années 1920, qui était à l'origine de l'American College pour les filles et a été abandonné après ce dernier a déménagé à Arnavutköy. L'Üsküdar American Academy a connu un changement radical en 1990 quand il a admis les garçons pour la première fois dans son histoire. Avec ce changement, le nom de "American Academy pour les filles" est devenu une partie de l'histoire et l'école est devenue connue sous le nom "Üsküdar American Academy". Avec l'adoption de la loi de 8 ans d'éducation obligatoire, Üsküdar American Academy, a aboli son école secondaire de premier cycle et a ajouté une section de préparation pour le lycée et maintient désormais qu'un programme d'études secondaires. Aujourd'hui, l'école, comme les écoles affiliées américaines à Izmir et Tarse, ainsi que l'hôpital américain de Gaziantep, est sous la gouvernance de la Fondation de la santé et l'éducation (SEV), qui porte la pleine responsabilité et l'autorité pour faire fonctionner l'école ainsi que possède l'école propriétés. 

## Mission
La mission des lycées américaines de SEV est de contribuer à la croissance de la confiance en soi et la responsabilité personnelle, sociale et environnementale des étudiants admis moyen d'un examen central. Nous visons à permettre à nos élèves d'être bilingues en anglais et en turc, les adultes bien éduqués, les apprenants permanents et les communicateurs efficaces, qui ont développé des compétences, la responsabilité, et les attitudes nécessaires pour mener une vie épanouissante et pour servir leur pays et l'humanité.

## Bibliothèque
La bibliothèque de l'Üsküdar American Academy est nommé après Halide Edip Adivar, qui était une figure de premier plan dans le mouvement pour l'émancipation des femmes. Née à Istanbul en 1885, elle est diplômée de l'Üsküdar Amerikan Kiz Lisesi (maintenant l'Üsküdar American Academy). Un fervent défenseur d'Atatürk, elle a servi comme colonel dans l'armée et elle est connue comme une auteure et ancien professeur de littérature anglaise à l'Université d'Istanbul. La bibliothèque fournit des ressources en anglais et en turc (et dans une moindre mesure en français, allemand et espagnol) pour les étudiants, les enseignants et d'autres membres de la communauté scolaire. La bibliothèque a pour but d'enseigner aux étudiants les compétences nécessaires pour mener une recherche efficace. Les élèves apprennent non seulement comment trouver des informations mais aussi comment à les digérer, de les évaluer et de les utiliser. La bibliothèque favorise activement la lecture pour le plaisir. Les étudiants sont encouragés à développer leurs compétences linguistiques et de la communication à travers la lecture de philosophes grecs largement aux romans graphiques.

## Activités extra-scolaires
Clubs
- Art
- Ataturk
- Culture
- Drame en turc
- Drame en anglais
- Musique
- Mémorandum
- Journalisme
- Science
- Service social
- Sport
- Défense civile
- Cour d'Honneur
- Affaires sociales
- MUN - Allemand
- MUN - Anglais
- MUN - Français
- MUN - Italien
- Danse
- Cinéma français
- NEHS
- ESU Parler en public
- Union anglophone
- Streetball
- Tennis de table
- Mind Games
- Lecture Cercle
- Frisbee ultime
- Court-métrage
- Voyage Art
- Cartoon
- Football féminin
- Espéranto
- Éthique
- Espagnol
- Football américain
- Destination imagination
- Concours de mathématiques
- Photographie
- WWF
- Archéométrie
- Floorball
- Physique quantique
- Voyage Istanbul
- Débat
- Bande dessinées françaises
- Histoire
- Environnement
- Échecs
- Randonnée
- Documentaire
- Badminton
- Français
- Séramique
- Conditionnement physique et la nutrition
- Histoire de la musique et l'écoute
- Musique concerts organisation
- Poésie anglaise
- Ordinateur
- Journal de l'école en ligne
- TOÇEV
- Procès simulé
- Danses latines
- Esprit de Greenpeace
- Intelligence artificielle[5]